# 科伊特塔

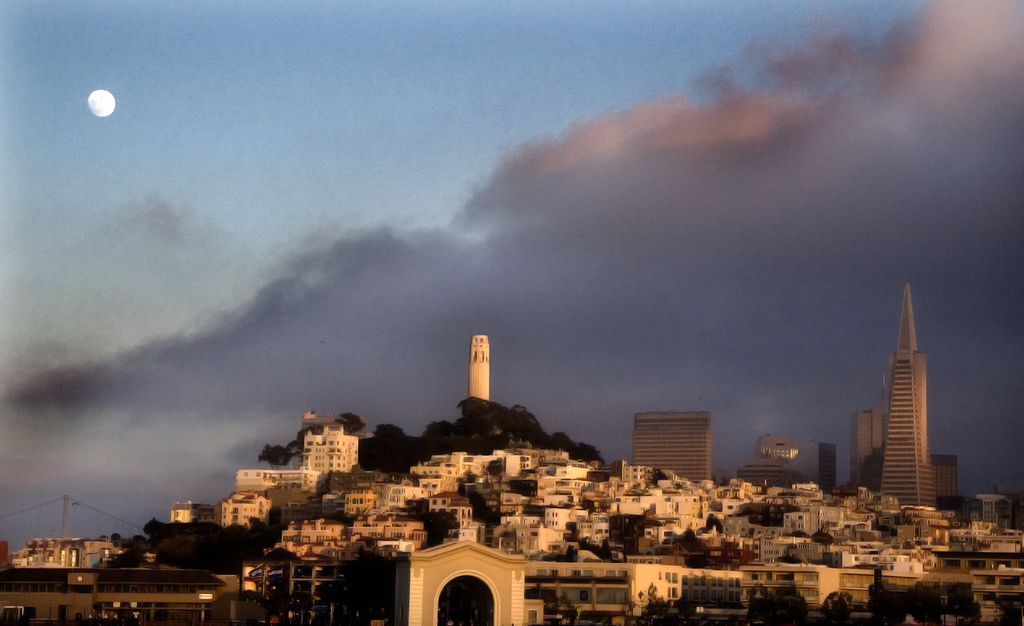
从旧金山湾看电报山和科伊特塔

科伊特塔（Coit Tower）是美国旧金山的一座建筑，位于电报山山顶的先锋公园（Pioneer Park）。这座装饰风艺术运动的钢筋混凝土塔楼高64米，兴建于1933年，当时莉莉希区柯克科伊特（Lillie Hitchcock Coit）将三分之一的遗产捐赠给旧金山，用于美化这座她所爱的城市。